# 世界が変わる日
「世界が変わる日」（原題 : "Rosa"）は、イギリスのSFドラマ『ドクター・フー』の第11シリーズ第3話。脚本はマロリー・ブラックマンとエグゼクティブ・プロデューサーのクリス・チブナルが、監督はマーク・トンデライが担当し、2018年10月21日に BBC One で初放送された。
エンディングではアンドラ・デイのシングル "Rise Up" が流れており、伝統的なテーマ曲がエンディングではなかった数少ないエピソードの1つである。視聴者数は841万人で、批評家からは肯定的にレビューされた。

## プロット
タイムトラベラーの異星人13代目ドクター（演:ジョディ・ウィテカー）と人間の友人グレアム・オブライエン（演:ブラッドリー・ウォルシュ）とその孫ライアン・シンクレア（演:トシン・コール）とその幼馴染ヤズミン・カーン（演:マンディップ・ギル）は、1955年のアメリカ合衆国アラバマ州を訪れ、そこで時空犯罪者クラスコ（演:ジョシュ・ボウマン）と遭遇する。クラスコはローザ・パークス（演:ヴィネット・ロビンソン）によるバスでのボイコットを妨害してアフリカ系アメリカ人公民権運動の歴史を書き換えようとしていた。

### 連続性
13代目ドクターはクラスコの腕の入れ墨を見てストームケージ刑務所について言及するが、これはリヴァー・ソングが彼の夫を殺害して投獄された刑務所であり、第6シリーズに複数回登場した。

## 製作
チブナルと脚本を共同執筆したブラックマンは、番組史上初めてエピソードを執筆したアフリカ系の脚本家となった。なお「世界が変わる日」の29年前にロビン・ムカルジーがクラシックシリーズの作品 "Alixion" を執筆していたが、この物語は製作されずじまいであった。「世界が変わる日」の撮影は南アフリカ共和国のケープタウンで行われた。
エンディングではアンドラ・デイのシングル "Rise Up" が流れた。伝統的なテーマ曲がエンディングとして流れないのは極めて稀なことであった。

### 配役
「新生ドクター、地球に落ちる」の放送後、第11シリーズにヴィネット・ロビンソンとジョシュ・ボウマンがゲスト出演することが明かされた。ヴィネット・ロビンソンはかつて第3シリーズ「タイムリミット42」にアビー・ラーナー役で出演していた。「タイムリミット42」は本作と同じくチブナルが脚本を執筆していた。
本作で差別主義者の白人男性アーサーを演じたモーガン・ディアは、1987年11月の Delta and the Bannerman に出演していた。

## 放送と反応
| 専門評論家によるレビュー           | 専門評論家によるレビュー |
| レビュー・スコア                   | レビュー・スコア         |
| 出典                               | 評価                     |
| ---------------------------------- | ------------------------ |
| エンターテインメント・ウィークリー | B                        |
| デイリー・ミラー                   | [ 10 ]                   |
| ニューヨーク・マガジン             | [ 11 ]                   |
| ラジオ・タイムズ                   | [ 12 ]                   |
| The A.V. Club                      | B+                       |
| ザ・テレグラフ                     | [ 14 ]                   |
| インデペンデント                   | [ 15 ]                   |
| TV Fanatic                         | [ 16 ]                   |

「世界が変わる日」の当夜の視聴者数は639万人、番組視聴占拠率は29.6%を記録した。これはその晩で2番目に多い視聴者数で、その週の全チャンネルで5番目であった。Audience Appreciation Index は83であった。イギリスでの合計視聴者数は841万人で、その週の番組では4番目に高い記録であった。
アメリカ合衆国ではBBCアメリカで放送され、当夜は80万8000人が視聴した。日本では2019年2月22日からHuluで字幕版・吹替版共に配信が開始された。
2019年2月に「世界が変わる日」はロンドンで英国アカデミー賞のビジョナリーアーツオーガニゼーション賞テレビ番組部門を受賞した。2019年4月には2019年ヒューゴー賞映像部門短編部門にノミネートされ最終候補に残ったことが報じられた。